# WTA German Open 1997
Il WTA German Open 1997 è stato un torneo di tennis giocato sulla terra rossa.
È stata la 85ª edizione del German Open, che fa parte della categoria Tier I nell'ambito del WTA Tour 1997.
Si è giocato al Rot-Weiss Tennis Club di Berlino in Germania dal 12 al 18 maggio 1997.

## Campionesse

### Singolare
Mary Joe Fernández ha battuto in finale  Mary Pierce con il punteggio di 6–4, 6–2.

### Doppio
Lindsay Davenport /  Jana Novotná hanno battuto in finale  Gigi Fernández /  Nataša Zvereva con il punteggio di 6–2, 3–6, 6–2.